# Lucien Bonaparte
Lucjan Bonaparte, Lucien Bonaparte fr: lyciɛ̃ bonapaʀt (ur. 21 maja 1775 w Ajaccio, zm. 29 czerwca 1840 w Viterbo), książę rzymski, książę Canino i Musignano. Brat Józefa – krótkotrwałego króla Neapolu, późniejszego króla Hiszpanii, Napoleona I – cesarza Francuzów, Ludwika – króla Holandii i Hieronima, króla Westfalii, polityk i pisarz francuski.

## Dzieciństwo i młodość

### Oficer czy ksiądz?
Rodzice Karol Maria i Letycja nie byli zamożni. Karol Maria, drobny adwokat, toczył długoletni proces z jezuitami o tytuł własności paru winnic koło Ajaccio, rodzina z pięciorgiem wówczas dzieci żyła z zasiłków przyznanych przez Ludwika XVI i ojciec musiał starać się o stypendia na wykształcenie synów (o córki nie dbano tak bardzo, np. Paulina była do końca życia półanalfabetką). Rodzice pragnęli, by Józef został księdzem, Napoleon marynarzem, a przystojny i najwyższy z braci Lucjan oficerem piechoty. W roku 1781 Karol Maria uzyskał obietnicę stypendium dla Lucjana, ale przyznano je dopiero 3 lata później i Lucjan – zwany wówczas Luciano Buonaparte – udał się do szkoły kadetów w Brienne, w której od 5 lat studiował sześć lat odeń starszy Napoleon. Po śmierci ojca (1785) zmieniono zamiary i wysłano Lucjana do Seminarium duchownego w Aix-en-Provence, gdzie spędził dwa lata. Uznawszy, że nie nadaje się ani do zawodu oficerskiego, ani duszpasterskiego, powrócił na Korsykę w wieku lat 15.

### Rewolucjonista
W 1789 wybuchła rewolucja francuska; wkrótce przywódca powstań korsykańskich Pasquale Paoli został odwołany z wygnania w Anglii i wysłany jako zarządca wyspy w imieniu Konstytuanty na Korsykę, gdzie wylądował 14 lipca 1790. Rodzice Lucjana należeli w młodości do gorących zwolenników Paolego, który udzielił teraz 16-letniemu młodzieńcowi poparcia i mianował go jesienią tegoż roku swym osobistym sekretarzem. Paoli nadal dążył do oderwania wyspy od Francji, bracia Bonaparte początkowo popierali jego plany. Napoleon przyjął nawet stanowisko komendanta korsykańskiej Gwardii Narodowej, rezygnując ze służby w swym pułku artyleryjskim w Valence. Wkrótce jednak uznał, że sny o całkowitej niezależności wyspy są mrzonkami i powrócił do Francji. W październiku 1792 pojechał ponownie na Korsykę, gdzie partia Paolego postanowiła ostatecznie zerwać z rewolucyjną Francją i oprzeć się na Anglii. W międzyczasie Konwent Narodowy wydał rozkaz aresztowania Paolego i jego zastępcy Pozzo di Borgo jako separatystów i zdrajców ojczyzny. Okazało się, że Lucjan, wówczas już jakobin z pseudonimem Brutus, który znalazł się w Tulonie, złożył tamtejszemu Komitetowi Ocalenia Publicznego donos na obu przywódców korsykańskich, oskarżając ich o separatyzm i despotyzm. Cała rodzina Bonapartych musiała w popłochu uciekać do Francji, bojąc się vendetty paolistów. Napoleon wrócił po wielkich tarapatach do Paryża, matka Letycja z najmłodszymi dziećmi udała się do Marsylii, a Lucjan schronił się w miasteczku Saint-Maximin, gdzie zamieszkał w gościnnym domu oberżysty nazwiskiem Boyer, przyłączył się do lokalnego klubu jakobińskiego i wygłaszał płomienne mowy na cześć Robespierre’a.
Wkrótce Lucjan zakochał się głęboko w starszej odeń o dwa lata córce Boyera Krystynie, pięknej, choć niepiśmiennej dziewczynie, poślubiając ją na wiosnę 1794, ku wielkiemu niezadowoleniu matki i rodziny, która po mianowaniu Napoleona generałem brygady w grudniu 1793 zaczęła mieć wysokie aspiracje. Napoleon i brat Robespierre’a załatwili mu posadę inspektora transportowego, po śmierci Maksymiliana Robespierre’a został jednak, jako zażarty jakobin, uwięziony w 1795 przez przeciwników trybuna i zwolniony dopiero poprzez interwencję Napoleona.

## Polityk i człowiek interesu
Lucjan pragnął wstąpić do armii, ale sprzeciwił się temu Napoleon, bojąc się szerzenia przez Lucjana – świetnego oratora – zbyt liberalnych poglądów w korpusie oficerskim. Załatwił mu więc intratną posadę komisarza wojennego w armii północnej (po sfałszowaniu metryki Lucjana, który miał dopiero 20 lat). Działalność jako intendenta wojskowego szybko sprzykrzyła się Lucjanowi (choć zarobił przy tej okazji pierwsze większe pieniądze), który postanowił zająć się polityką, pojechał więc na Korsykę, do Bastii, by zaprezentować się wyspiarzom jako kandydat na posła do parlamentu.
Po powrocie do Paryża otrzymał poprzez wstawiennictwo brata jeszcze intratniejszą posadę z pensją 11 000 franków rocznie, później stanowisko ambasadora Republiki w Państwie Kościelnym, które piastował bardzo krótko, gdyż na wiosnę roku 1798 został wybrany deputowanym Korsyki do Rady Pięciuset. Tam, odchodząc od dawnych poglądów jakobińskich, występował jako umiarkowany liberał, doprowadzając m.in. do usunięcia ze stanowiska ministra wojny jakobina Bernadotte’a, zagrażającego pozycji Napoleona, przeprowadzającemu wówczas kampanię w Egipcie. W międzyczasie Napoleon wezwany do powrotu przez Lucjana i jego sojusznika Sieyèsa, przewodniczącego Rady Starszych, pozostawił armię w Egipcie i wylądował 8 października 1799 we Fréjus.

### 18 Brumaire’a
Wybrany przez zwolenników Napoleona przewodniczącym Rady Pięciuset (większością 306 głosów przeciw 85) Lucjan, wraz z bratem Józefem, Sieyèsem, Talleyrandem, Muratem, Leclerkiem i paroma innymi wojskowymi zaczął przygotowywać zamach stanu w celu obalenia Dyrektoriatu. Zwołał posiedzenie Rady Pięciuset do Saint-Cloud i zażądał mianowania brata Napoleona komendantem garnizonu paryskiego w celu obrony Republiki. 9 listopada 1799 (18 brumaire’a), przy gorących protestach deputowanych jakobińskich, Murat wjechał na koniu na salę obrad i nakazał swym dragonom rozpędzić Radę Pięciuset, która już po paru godzinach ukonstytuowała się pod przewodnictwem Lucjana na nowo i „we właściwym składzie” i za zgodą Rady Starszych proklamowała dymisję Dyrektoriatu. Władzę przekazano trzyosobowemu Konsulatowi z Napoleonem jako Pierwszym Konsulem. Lucjan został w nowym rządzie ministrem spraw wewnętrznych.

## Kariera dyplomatyczna
Po odwołaniu Lucjana ze stanowiska ministra (co stało się dzięki intrygom Fouchégo), Napoleon wysłał brata do Hiszpanii jako ambasadora, gdzie – stosując swój talent dyplomatyczny – młody Bonaparte zjednał sobie sympatię panującej rodziny Burbonów. Cieszył się zarówno przyjaźnią pary królewskiej Karola IV i Marii Luizy, jak i wszechmocnego ministra Manuela Godoya. Pragnąc wciągnąć Hiszpanię w orbitę interesów francuskich, Napoleon zaproponował za pośrednictwem Lucjana wymianę terytoriów. Córka hiszpańskiej pary królewskiej, Maria Luiza Młodsza, i jej mąż Ludwik Burbon-Parma otrzymali tron odebranej Habsburgom Toskanii (która z paroma przyległymi ziemiami otrzymała miano Królestwa Etrurii), w zamian za co Hiszpania przekazała Francji Luizjanę i wyspę Elbę. Odnośny traktat podpisano w Aranjuez 21 marca 1801.
Następnym poleceniem Napoleona i Talleyranda było podporządkowanie interesom Francji Portugalii, tradycyjnego sojusznika Anglii. W ultimatum ze stycznia roku 1801 Lucjan i Godoy zażądali od bezbronnej Portugalii odstąpienia Hiszpanii północnych prowincji, zamknięcia portów dla statków angielskich i m.in. umowy handlowej z Francją. Portugalia odmówiła zgody na warunki ultimatum, po czym armia francusko-hiszpańska pod dowództwem generała Leclerka wtargnęła 25 kwietnia 1801 do tego kraju. Wojna, zwana później „wojną pomarańczową” (port. La Guerra das Laranjas) trwała krótko, zginęło 3000 Portugalczyków i 100 członków armii francusko-hiszpańskiej. Lucjan wraz z Godoyem pośpiesznie zawarli pokój (przy czym Lucjan okłamał Napoleona, że nie otrzymał na czas listu Talleyranda, eskalującego żądania wobec Portugalii), w którym zrezygnowali z okupacji Portugalii i wymusili olbrzymie odszkodowanie, które schowali do własnej kieszeni. Pobyt w Hiszpanii to początek wielkiej fortuny Lucjana, oprócz odszkodowania dostał w prezencie od Karola IV i Marii Luizy dwadzieścia obrazów starych mistrzów, 100 000 talarów w diamentach, wszystko za traktat z Aranjuez, i jeszcze raz tyle samo za układy z Portugalią. Jako pożegnalny prezent Karol IV kazał przekazać Lucjanowi, jak twierdzą niektórzy pamiętnikarze, swój portret naturalnej wielkości z ukrytymi w ramie diamentami wartości pięciu milionów liwrów. Karol chciał zatrzymać Lucjana w Hiszpanii, proponował mu Order Złotego Runa, tytuł granda Hiszpanii i 100 000 franków dorocznej renty, ale Lucjan, nie czekając na zezwolenie brata, powrócił w listopadzie 1801 r. do Francji.

## Konflikt z bratem
Żona Lucjana zmarła w połogu 14 maja 1800 i osierociła dwie córki, Szarlotę zwaną Lolotą (1795–1865) i Krystynę (1798–1847). Po powrocie z Hiszpanii Lucjan, mianowany teraz przez brata członkiem Trybunału i senatorem, poznał piękną młodą „słomianą” (wkrótce rzeczywistą, gdyż jej mąż zmarł na Santo Domingo) wdowę, Aleksandrynę Marię Jouberthon de Vaubertie z domu de Bleschamps (1778–1855), z którą wszedł w związek miłosny. W roku 1802 Aleksandryna zaszła w ciążę i 24 maja 1803 parze urodziło się pierwsze z dziewięciorga dzieci, Karol Lucjan (później światowej sławy ornitolog). Następnego dnia Lucjan, w tajemnicy przed rodziną, wziął ślub z ukochaną. Parę dni później 27 maja 1803 zmarł osadzony przez Napoleona w Etrurii król Ludwik i owdowił żonę, wspomnianą już infantkę hiszpańską (kulawą i garbatą) Marię Luizę młodszą. Napoleon, który zaczął się rozglądać za tronami dla swego rodzeństwa, powziął zamiar wydania Marii Luizy za Lucjana. Dowiedziawszy się o jego związku z Aleksandryną, zażądał natychmiastowego rozwodu i nakazał uchwalić retroaktywnie działające prawo, zabraniające zawierania małżeństw „w rodzinie Pierwszego Konsula” bez jego zezwolenia. Lucjan, zakochany w żonie i szczęśliwy w małżeństwie, kategorycznie odmówił rozwodu, mówiąc, że Francja nie jest monarchią, „rodziny konsularnej” nie posiada i że retroaktywne prawa są nieważne. Po stronie Lucjana stanęła jedynie matka Letycja, która w listopadzie 1803 wyemigrowała w proteście przeciwko postępowaniu Konsula do Rzymu, uprzednio uzyskawszy u Napoleona list polecający dla Lucjana, skierowany do papieża Piusa VII. W grudniu tego roku Lucjan z żoną przeniósł się do Rzymu.
W czasie swego dwuletniego pobytu we Francji Lucjan Bonaparte był inicjatorem rekonstytuowania Akademii Francuskiej, zlikwidowanej przez Republikę. Odnowiono ją w 1803 i Lucjan otrzymał fotel nr 32 po księciu Franciszku Henryku d’Harcourt (1726–1802). Pensję członka Akademii przeznaczył na utrzymanie młodego poety Bérangera, który dzięki niemu otrzymał możliwość debiutu.

## Na pierwszej emigracji w Rzymie
W Rzymie Lucjan zaprzyjaźnił się z papieżem Piusem VII, który, gdy wygasła dzierżawa znanego rzymskiego rodu Torlonia, nadał mu w dziedziczne władanie lenne majątki Canino i Musignano, położone koło Viterbo. Za swe „hiszpańskie” sumy Lucjan zakupił także luksusowy pałac w centrum Rzymu, gdzie umieścił swe zbiory sztuki, oraz pałacyk przy ulicy Corso dla matki Letycji, w którym miała spędzić resztę życia. Niemniej jednak naciski Napoleona w sprawie rozwodu z Aleksandryną nie ustawały – Napoleon, teraz już cesarz, nie miał potomków i nosił się z zamiarem adopcji pasierba Eugeniusza i obwołania go następcą tronu, lub proponował Lucjanowi, że po rozwodzie uzna jego dzieci członkami rodziny cesarskiej z prawem sukcesji, przy czym Aleksandryna miała zostać dziedziczną księżną Parmy. Plany co do Eugeniusza wywołały burzę wśród Bonapartych i presję na Lucjana, by ustąpił żądaniom wielkiego brata. Sytuacja finansowa Lucjana pogorszyła się w tym czasie raptownie – posiadał dwa majątki ziemskie, pałac w Rzymie i sześć willi w okolicach miasta, kupionych na kredyt, korzystał z usług licznej służby, guwernerów i guwernantek dla dzieci, opłacał lekarza i kapelana domowego. W roku 1808 musiał sprzedać większą część swej kolekcji obrazów – zakupił je brat Ludwik za 20% żądanej przez Lucjana sumy, a bracia Hieronim i Józef wspomogli go (każdy sumą 150 000 franków). W tej sytuacji, po uwięzieniu Piusa VII przez Napoleona (1809) i ekskomuniki Napoleona przez papieża, Lucjan zdecydował się w roku 1810 emigrować wraz z rodziną do USA. Zastawił dobra Canino i klejnoty u bankiera Torloni, sprzedał wszystkie konie i powozy i wsiadł na statek jadący do Sardynii, skąd były połączenia morskie do Ameryki. Statek przechwycili Anglicy. Lucjan z rodziną został internowany na Malcie, a potem przewieziony do Anglii, gdzie miał przebywać do roku 1814. W międzyczasie Napoleon pozbawił go godności i dochodów senatora i wydał zakaz powrotu brata z rodziną do Francji.

## Na wygnaniu w Anglii i ucieczka do Rzymu
W Anglii zezwolono wprawdzie Lucjanowi na zakup wiejskiej posiadłości Thorngrove i na sprowadzenie części mebli i zbiorów sztuki z Canino, ale jednocześnie obłożono rodzinę aresztem domowym – Bonapartowie mogli się swobodnie poruszać tylko w obrębie dwóch mil od domu. W Thorngrove Lucjan zajął się pisarstwem, ukończył tam m.in. swój poemat o Karolu Wielkim, który uzyskał bardzo pochlebne recenzje i został przetłumaczony na angielski i włoski. Po abdykacji Napoleona w roku 1814 i zesłaniu cesarza na Elbę Lucjan postanowił zapomnieć o dawnych niesnaskach i pośpieszyć bratu z pomocą. Wiedząc, że Talleyrand sprawuje kontrolę nad ruchem statków z Livorno na Elbę, Lucjan postanowił udać się do Rzymu, gdzie dotarł 27 maja w przebraniu kapucyna. Ucieszony jego powrotem Pius VII mianował go 18 sierpnia, ku wielkiej zgryzocie pełnej pychy arystokracji Wiecznego Miasta, księciem rzymskim (Principe romano) i podniósł Canino i Musignano do rangi lennych księstw Państwa Kościelnego. (Lucjan, dawny jakobin, nie życzył sobie, by jego nowy herb wieńczyła korona, po długiej kontrowersji heraldycy watykańscy umieścili więc nad klejnotem wieniec laurowy zamiast mitry książęcej).
Na początku roku 1815 Lucjan otrzymał od matki wiadomość, że Napoleon opuścił Elbę i wylądował we Francji.

## 100 dni Napoleona
Lucjan dotarł przez Genewę, gdzie przygotował memorandum dla brata (wzywając go do wskrzeszenia Republiki z Pierwszym Konsulem, a nie cesarzem, jako głową państwa), do francuskiego Charenton, gdzie przybył 4 kwietnia 1815 i potajemnie spotkał się z Napoleonem. Po ucieczce Burbonów z Paryża triumfujący Napoleon wezwał brata do stolicy i 9 maja mianował go księciem francuskim (Prince français) i członkiem Izby Parów, przekazując mu na rezydencję Palais-Royal i ustalając jego pierwszeństwo przy ceremoniach za Ludwikiem, ale przed Hieronimem (który przecież był królem Westfalii). Nie została jednak rozwiązana sprawa praw do tronu dzieci Lucjana, Napoleon nie chciał na razie podjąć żadnej decyzji (linia Lucjana nigdy nie uzyskała praw do tronu, nawet za Napoleona III).
18 czerwca armia francuska poniosła druzgocącą klęskę pod Waterloo. Po powrocie do Paryża Napoleon usiłował zreorganizować struktury władz państwowych, nosił się z zamiarem wojskowego zamachu stanu, by się pozbyć ingerencji Zgromadzenia Narodowego i zaproponował Lucjanowi funkcję Generalnego Komisarza państwa francuskiego – czyli regenta w imieniu małoletniego Napoleona II, na rzecz którego cesarz abdykował. Zmuszony przez ministra Fouchego Napoleon opuścił wkrótce po abdykacji Paryż i schronił się na pokładzie angielskiego statku HMS „Bellerophon”, (Bellerofont), który na rozkaz rządu zawiózł go na Wyspę Św. Heleny, zamiast do Anglii, gdzie były cesarz chciał poprosić o azyl.
Po powrocie Ludwika XVIII wydano ustawę specjalną z 16 stycznia 1816, która skazała na banicję z Francji wszystkich członków rodu Bonapartych. Lucjanowi, matce i jej bratu kardynałowi Feschowi wyznaczono na miejsce pobytu Rzym, pod warunkiem, że dwór papieski będzie miał ich pod stałą kontrolą. Lucjan, który został pozbawiony wszystkich honorów przyznanych przez brata w ciągu Stu Dni oraz fotela w Akademii Francuskiej stał się znowu tylko księciem Canino. 22 września przybył z rodziną do Wiecznego Miasta. Resztę życia miał spędzić w Italii.

## Ostatnie 25 lat
Każde z poselstw państw Świętego Przymierza oddelegowało specjalnego informatora, którego zadaniem było obserwowanie Lucjana i innych Bonapartych osiadłych po roku 1816 we Włoszech i sporządzanie raportów dla swoich rządów. Znużony tym Lucjan podjął na nowo myśl emigracji do USA, gdzie przebywał już brat Józef, ale oczywiście nie uzyskał zezwolenia. Mnożyły się kłopoty finansowe – Lucjan był zmuszony sprzedać najcenniejsze obrazy ze swej kolekcji, m.in. dzieła Poussina, Rafaela, Michała Anioła i Guida Reni. Rodzina zaczęła wymierać – odeszły Eliza i Paulina, oślepła matka już tylko wegetowała. Słysząc o chorobie Napoleona, Lucjan wysłał doń list z zapytaniem, czy zezwala mu na odwiedziny na Świętej Helenie – po roku przyszła odpowiedź odmowna, były cesarz nie chciał, by rodzina widziała, w jakich warunkach żyje. Jedyną pociechą w tych trudnych czasach były małżeństwa dzieci – Anna Jouberthon, córka Aleksandryny z pierwszego małżeństwa, poślubia bogatego księcia Ercolani, córka Lucjana Krystyna szwedzkiego hrabiego Arvida Posse (starszego od niej o 20 lat), Letycja bogatego ziemianina irlandzkiego sir Thomasa Wyse, Karol Lucjan ożenił się z kuzynką Zenajdą Bonaparte, córką Józefa, która wniosła 700 000 franków posagu. Dręczony przez wierzycieli Lucjan musiał opuścić Canino i przenieść się do skromnego domu w Viterbo.
Dopiero po śmierci Napoleona państwa Świętego Przymierza złagodziły kontrolę nad ruchami księcia Canino – Lucjanostwu zezwolono na wyjazd do Brukseli na ślub Karola i Zenajdy, jest też mowa o udzieleniu zezwolenia na emigrację do Stanów Zjednoczonych, ale Lucjan czuł się stary i zmęczony i nie chciał już o tym myśleć. 2 lutego 1836 roku w Rzymie zmarła matka. W swych wspomnieniach Lucjan napisał: Lucjan zamknął oczy swojej przecudownej matki, która przez cały czas jego awanturniczego życia niezmiennie podtrzymywała go czułością i realną pomocą (tłum. Jadwiga Dackiewicz). Gospodarna Letycja pozostawiła spory majątek, zapis dla Lucjana pozwolił mu spłacić długi i powrócić do zamku Canino.
W ostatnich latach życia Lucjan zajmował się publicystyką, publikował swe wspomnienia oraz książki o 18 Brumaire’a i Stu Dniach Napoleona, stworzył projekt konstytucji konsularnej dla Francji i poświęcił się badaniom waz etruskich. Schudł coraz bardziej, uskarżając się na bóle żołądka. Zmarł przeżywszy 65 lat i 30 dni w Viterbo na raka żołądka.
Mówiąc o Stu Dniach, Napoleon zapisał w swym Dzienniku ze św. Heleny: trudno byłoby ukazać wówczas zdrowsze i bardziej rozsądne poglądy polityczne niż poglądy Lucjana, jak również bardziej kompletne oddanie i bardziej szlachetne intencje.

## Dzieci Lucjana Bonapartego
- Szarlota (Lolota) – 1795–1865, primo voto ks. Gabrielli, secundo pani Centamori,
- Krystyna – 1798–1847, primo voto hr. Posse, secundo hr. Dudley-Stuart,
- Karol Lucjan – 1803–1857,
- Letycja – 1804–1871, Lady Wyse (potomkowie noszą nazwisko Bonaparte-Wyse),
- Joanna – 1807–1829, markiza Honorati,
- Paweł – 1808–1827,
- Ludwik Lucjan – 1813–1891,
- Piotr Napoleon – 1815–1881,
- Antoni – 1816–1877,
- Aleksandryna – 1817–1884, hr. de Laviano,
- Konstancja – 1823–1876.

### Dzieła Lucjana Bonapartego
- Beletrystyka
- La Tribu indienne, ou Edouard et Stellina, Paris 1799 (powieść w 2 tomach, tłum. na angielski i niemiecki)
- Charlemagne ou l’Église délivrée, Paris 1815 (poemat epiczny w 24 pieśniach, tłum. na angielski)
- La Cyrneīde, ou la Corse sauvée, Paris 1819 (poemat epiczny w 12 pieśniach)
- Historiografia
- La vérite sur les Cent-Jours, suivi de documents historiques sur 1815, Paris 1835
- Mémoires de Lucien Bonaparte, prince de Canino, écrits par lui-même, Paris 1836
- Le 18 Brumaire, Paris 1845
- Historia sztuki
- Mémoire sur les vases étrusques, Paris 1836

### Prace o Lucjanie Bonapartym
- Nouvelle Biographie Générale, Tome 38, Paris 1863
- Jadwiga Dackiewicz, W gnieździe Bonapartych, Łódź 1983
- Felix Grayeff, Lucien Bonaparte – Bruder des Kaisers, Gegner des Kaiserreichs, Hamburg 1966
- François Pétri, Lucien Bonaparte, Paris 1939